# سان زينون أل لامبرو
سان زينون أل لامبرو؛ هي بلدية في مدينة ميلانو الكبرى في إقليم لومباردي الإيطالي، وتقع على بعد حوالي 20 كيلومتر (12 ميل) جنوب شرق ميلانو.
تقع سان زينوني آل لامبرو على حدود البلديات التالية: فيزولو بريدابيسي، تافزانو كون فيلافيسكو، سيرو آل لامبرو، سورديو، لودي فيكيو، كاساليتو لوديجيانو، ساليرانو سول لامبرو، يتم خدمتها عن طريق محطة سكة حديد سان زينوني آل لامبرو.

## التاريخ
كانت سان زينون أل لامبرو تسمى "سان زينون" وهي منطقة زراعية قديمة، كانت تاريخيًا جزءًا من أراضي مدينة لودي.
في الحقبة النابليونية (1809-1816):
تم دمج بلدة "سانتا ماريا إن براتو" مع بلدية سان زينون، لكنها استعادت استقلالها بعد تشكيل مملكة لومبارديا-فينيتو.
في عام 1863:
حصلت سان زينون على الاسم الرسمي "سان زينون أل لامبرو" للتمييز بينها وبين مناطق أخرى تحمل الاسم نفسه.
في عام 1870:
تم دمج سانتا ماريا إن براتو بشكل نهائي ضمن سان زينون أل لامبرو.
في عام 1992:
على الرغم من الروابط التاريخية مع منطقة لودي، قررت سان زينون أل لامبرو عدم الانضمام إلى مقاطعة لودي عند إنشائها، وفضلت البقاء ضمن مقاطعة ميلانو.

## الشعار
حصلت بلدية سان زينون آل لامبرو على شعارها بموجب مرسوم رئاسي بتاريخ 8 أبريل 1975.
يتكون الشعار من:
خلفية زرقاء مع غصنين متقاطعين على شكل علامة "X" تمثل القوة والفضيلة.
رمز الثعبان (البسكIONE) الذي يبتلع طفلًا، وهو شعار عائلة فيسكونتي الشهيرة التي حكمت ميلانو لفترة طويلة.
خلفية مكونة من خطوط حمراء وفضية.

## روابط خارجية
- الموقع الرسمي